# Lasiopogon littoris
Lasiopogon littoris är en tvåvingeart som beskrevs av Cole 1924. Lasiopogon littoris ingår i släktet Lasiopogon och familjen rovflugor.
Artens utbredningsområde är Kalifornien. Inga underarter finns listade i Catalogue of Life.